# آ همان ب نیست
خطای آ همان ب نیست یکی از زیربخش‌های نظریه رشد مرحله‌ای پیاژه که به اشتباه رایج نوزادان در تشخیص ماهیت اشیاء می‌پردازد.